# 笹沼泰助
笹沼 泰助（ささぬま たいすけ、1953年11月23日 - ）は、日本の実業家。アドバンテッジ パートナーズ共同代表パートナー。

## 略歴
1953年生まれ。1972年に東京教育大学附属中学校・高等学校（現・筑波大学附属中学校・高等学校）卒業。
慶應義塾大学法学部政治学科卒業後、慶應ビジネススクール、ハーバード大学ジョン・F・ケネディ政治行政大学院修了 。
積水化学工業、ベイン・アンド・カンパニー、モニターカンパニーを経て、1992年アドバンテッジパートナーズを設立、現職。共同代表パートナーに就任。
研究論文、寄稿記事に「ベンチャー企業に見られる新しい競争原理」、「日本のベンチャー企業の競争戦略」、「日本企業の買収後の統合戦略」、「中堅企業の長期計画」、「ベンチャー企業の競争戦略」などがある。